# Curinga
Curinga är en ort och kommun i provinsen Catanzaro i regionen Kalabrien i Italien. Kommunen hade 6 686 invånare (2018).